# Тоні Зайлер
Тоні Зайлер  (нім. Toni Sailer, 17 листопада 1935) — австрійський гірськолижник, олімпійський чемпіон.

## Виступи на Олімпіадах
| Олімпіада              | Дисципліна         | Місце |
| ---------------------- | ------------------ | ----- |
| Кортіна д'Ампеццо 1956 | швидкісний спуск   | 1     |
| Кортіна д'Ампеццо 1956 | гігантський слалом | 1     |
| Кортіна д'Ампеццо 1956 | слалом             | 1     |